# Адміністративний устрій Красилівського району
Адміністративний устрій Красилівського району — адміністративно-територіальний поділ Красилівського району Хмельницької області на 1 міську громаду, 1 селищну громаду та 23 сільських рад, які об'єднують 95 населених пунктів та підпорядковані Красилівській районній раді. Адміністративний центр — місто Красилів.

## Список громадКрасилівського району
- Красилівська міська громада
- Антонінська селищна громада

## Список радКрасилівського району
| №  | Назва                            | Центр               | Населені пункти                                                                                 | Площа км² | Місце за площею | Населення (2001), чол. | Місце за населенням |
| -- | -------------------------------- | ------------------- | ----------------------------------------------------------------------------------------------- | --------- | --------------- | ---------------------- | ------------------- |
| 1  | Великозозулинецька сільська рада | с. Великі Зозулинці | с. Великі Зозулинці с. Малі Зозулинці с. Новосілка с. Підлісся с. Юхт                           | 52,482    |                 | 1355                   | 10                  |
| 2  | Веселівська сільська рада        | с. Веселівка        | с. Веселівка с. Берегелі с. Пашутинці                                                           | 32,709    |                 | 654                    | 30                  |
| 3  | Воскодавинська сільська рада     | с. Воскодавинці     | с. Воскодавинці                                                                                 | 14,877    |                 | 343                    | 37                  |
| 4  | Глібківська сільська рада        | с. Глібки           | с. Глібки с. Говори с. Трудове                                                                  | 21,745    |                 | 442                    | 36                  |
| 5  | Гриценківська сільська рада      | с. Гриценки         | с. Гриценки с. Тріски с. Якимівці с. Юзіно                                                      | 34,045    |                 | 946                    | 20                  |
| 6  | Западинська сільська рада        | с. Западинці        | с. Западинці с. Баглайки                                                                        | 8,104     |                 | 1225                   | 13                  |
| 7  | Заслучненська сільська рада      | с. Заслучне         | с. Заслучне с. Писарівка с. Слобідка-Чернелівська с. Світле                                     |           |                 | 1720                   | 7                   |
| 8  | Корчівська сільська рада         | с. Корчівка         | с. Корчівка                                                                                     |           |                 | 779                    | 24                  |
| 9  | Котюржинецька сільська рада      | с. Котюржинці       | с. Котюржинці с. Марківці                                                                       |           |                 | 698                    | 27                  |
| 10 | Кременчуківська сільська рада    | с. Кременчуки       | с. Кременчуки с. Великі Юначки с. Лісова Волиця с. Малі Юначки с. Медці                         |           |                 | 2488                   | 3                   |
| 11 | Кузьминська сільська рада        | с. Кузьмин          | с. Кузьмин                                                                                      |           |                 | 2028                   | 5                   |
| 12 | Лагодинецька сільська рада       | с. Лагодинці        | с. Лагодинці                                                                                    |           |                 | 929                    | 21                  |
| 13 | Ледянська сільська рада          | с. Ледянка          | с. Ледянка с. Малі Пузирки с. Трусилівка с. Федорівка                                           | 1,215     |                 | 1196                   | 14                  |
| 14 | Малоклітнянська сільська рада    | с. Мала Клітна      | с. Мала Клітна с. Велика Клітна с. Вербівка с. Волиця Друга с. Дворик с. Кошелівка с. Калинівка |           |                 | 1650                   | 8                   |
| 15 | Манівецька сільська рада         | с. Манівці          | с. Манівці                                                                                      |           |                 | 648                    | 31                  |
| 16 | Митинецька сільська рада         | с. Митинці          | с. Митинці с. Вереміївка с. Заруддя с. Хотьківці                                                |           |                 | 1446                   | 9                   |
| 17 | Михайлівецька сільська рада      | с. Михайлівці       | с. Михайлівці с. Мотрунки с. Сушки                                                              |           |                 | 1030                   | 17                  |
| 18 | Печеська сільська рада           | с. Печеське         | с. Печеське с. Грицики                                                                          |           |                 | 921                    | 22                  |
| 19 | Росолівецька сільська рада       | с. Росолівці        | с. Росолівці                                                                                    |           |                 | 761                    | 25                  |
| 20 | Севрюківська сільська рада       | с. Севрюки          | с. Севрюки с. Решнівка                                                                          |           |                 | 683                    | 28                  |
| 21 | Чернелівська сільська рада       | с. Чернелівка       | с. Чернелівка с. Дубина с. Мончинці с. Моньки с. Пилипи с. Сорокодуби                           |           |                 | 1860                   | 6                   |
| 22 | Щиборівська сільська рада        | с. Щиборівка        | с. Щиборівка с. Каламаринка с. Мовчани с. Радісне                                               |           |                 | 2235                   | 4                   |
| 23 | Яворовецька сільська рада        | с. Яворівці         | с. Яворівці с. Слобідка-Красилівська                                                            |           |                 | 1346                   | 11                  |

* Примітки: м. — місто, с-ще — селище, смт — селище міського типу, с. — село